# 1989 en Finlande
Chronologie de la Finlande
- 1985
- 1986
- 1987
- 1988
- 1989
- 1990
- 1991
- 1992
- 1993

Cette page concerne les évènements survenus en 1989 en Finlande :

## Évènement
- 25 janvier : Fusillade de l’école de Rauma.

## Sport
- Championnat de Finlande de football 1989
- Championnat de Finlande de hockey sur glace 1988-1989
- Championnat de Finlande de hockey sur glace 1989-1990
- Organisation des championnats d'Europe de judo
- Organisation des championnats du monde de ski nordique
- Organisation de la coupe des vainqueurs de coupe masculine de volley-ball

## Culture

### Sortie de film
- Leningrad Cowboys Go America
- Talvisota

## Création
- CapMan
- FC Espoo (en)
- FC Kasiysi (en)
- Fenno-Skan
- Golden Voice Oy (en)

## Dissolution
- Nuijamaa
- Wärtsilä Marine

## Naissance
- Linda Huhtinen (fi), poétesse.
- Anni Laurila (fi), architecte.
- Arto Lindberg (fi), footballeur.
- Lotta Vaattovaara (fi), actrice et chanteuse.
- Joy Wolfram (en), chercheuse.

## Décès
- Tito Colliander, écrivain.
- Olavi Kuronen (fi), sauteur à ski.
- Kaisa Leppänen (fi), actrice.
- Assi Nortia (fi), actrice.
- Jaakko Paatela, architecte.
- Liisa Tuomi (fi), actrice.